# Taffy Abel
Clarence John „Taffy“ Abel (* 28. Mai 1900 in Sault Ste. Marie, Michigan; † 1. August 1964 ebenda) war ein US-amerikanischer Eishockeyspieler, der im Verlauf seiner aktiven Karriere zwischen 1918 und 1934 unter anderem 371 Spiele für die New York Rangers und Chicago Black Hawks in der National Hockey League (NHL) auf der Position des Verteidigers bestritten hat. Mit beiden Teams gewann Abel in den Jahren 1928 und 1934 jeweils den Stanley Cup sowie die Silbermedaille bei den Olympischen Winterspielen 1924 mit der Nationalmannschaft der Vereinigten Staaten.

## Karriere
Taffy Abel spielte zunächst ab 1918 Eishockey im US-Bundesstaat Michigan und stand in den folgenden vier Spielzeiten für die Michigan Soo Nationals und Michigan Soo Wildcats auf dem Eis. 1922 setzte der Defensivspieler seine Laufbahn beim St. Paul Athletic Club in der United States Amateur Hockey Association fort. Nach zwei guten Saisonen wurde er in den Kader der US-amerikanischen Nationalmannschaft für die Olympischen Winterspiele 1924 berufen. Bei diesem Turnier gelangen dem Verteidiger 15 Treffer, davon jeweils sechs Tore in den beiden Partien gegen Schweden und Frankreich. Lediglich in der Begegnung gegen Kanada blieb er erfolglos, dies war auch die einzige verlorene Partie der US-Amerikaner, die dadurch die Silbermedaille errangen. Nach dem Turnier setzte er seine Laufbahn zunächst weiterhin als Amateurspieler fort und ging für eine weitere Saison in Saint Paul, Minnesota, aufs Eis.
Es folgte ein Engagement bei den Minneapolis Millers in der CHL, bevor Abel im August 1926 einen Kontrakt bei den New York Rangers erhielt. Abel war der erste US-amerikanische Feldspieler in der Geschichte der National Hockey League. Im Big Apple bildete er meist ein Verteidigerduo mit Ching Johnson, die beide als besonders physisch präsente Akteure galten und ein widerstandsfähiges Duo waren. In der Saison 1927/28 erreichte Abel mit den Blueshirts die Finalserie um den Stanley Cup. In der zweiten Begegnung gegen die Montreal Maroons verletzte sich der Torwart der Rangers Lorne Chabot und wurde aus Personalnot durch den General Manger Lester Patrick ersetzt, welcher zuvor nie als Torhüter gespielt hatte. Patrick ließ im Spielverlauf lediglich einen Gegentreffer zu und auch dank der Abwehrarbeit des Duos Abel und Johnson gewannen die Rangers erstmals die prestigeträchtige Trophäe, den Stanley Cup. Im April 1929 verkauften die Rangers Taffy Abel für 15.000 US-Dollar an die Chicago Black Hawks. Auch in Windy City war der Defensivakteur, der meist ein Duo mit Mush March bildete, eine feste Größe im Kader und gewann mit den Hawks 1934 seinen zweiten Stanley Cup. Nach diesem Erfolg beendete er seine aktive Karriere, unter anderem auch deswegen, da ihm der Besitzer der Hawks eine Gehaltserhöhung verweigert hatte. 
Als 1973 die United States Hockey Hall of Fame eröffnet wurde, war Abel einer der 25 Gründungsmitglieder. Die Heimspielstätte der Eishockeymannschaft der Lake Superior State University, die Taffy Abel Arena, wurde nach ihm benannt.

## Erfolge und Auszeichnungen
- 1924 Silbermedaille bei den Olympischen Winterspielen
- 1926 CHL First All-Star Team
- 1928 Stanley-Cup-Gewinn mit den New York Rangers
- 1934 Stanley-Cup-Gewinn mit den Chicago Black Hawks

## Karrierestatistik

### International
Vertrat die USA bei:
- Olympischen Winterspielen 1924

(Legende zur Spielerstatistik: Sp oder GP = absolvierte Spiele; T oder G = erzielte Tore; V oder A = erzielte Assists; Pkt oder Pts = erzielte Scorerpunkte; SM oder PIM = erhaltene Strafminuten; +/− = Plus/Minus-Bilanz; PP = erzielte Überzahltore; SH = erzielte Unterzahltore; GW = erzielte Siegtore; 1 Play-downs/Relegation; Kursiv: Statistik nicht vollständig)